# 래리 B. 스콧
래리 B. 스콧(Larry B. Scott, 1961년 8월 17일 ~ )은 미국의 영화 감독, 영화 제작자, 배우, 각본가이다.
뉴욕에서 태어났다.

## 영화
- 겟팅 플레이드 (2005년) - 데니스 역
- 챔피언스 (1998년)
- 배드 솔저 (1997년)
- 기숙사 대소동 4 (1994년)
- 잠복근무 2 (1993년)
- 기숙사 대소동 3 (1992년)
- 스네이크 이터 2 (1991년)
- 리버레이터 (1987년)
- 기숙사 대소동 2 (1987, Revenge of the Nerds II: Nerds in Paradise)
- 더블 보더 (1987년)
- 아이언 이글 (1986년)
- 스페이스 캠프 (1986년)
- 마지막 데이트 (1985년)
- 기숙사 대소동 (1984년)
- 베스트 키드 (1984년)